# 上官喜愛
上官喜愛（1997年6月8日—），本名馬寶爾，出生於中國吉林省長春市，中国女歌手及舞者，所属經紀公司為匠星娛樂，現為女子音樂組合Hickey喜祺成員。
曾先后参加音乐选秀节目《2016超级女声》、《中国有嘻哈》。她於2020年3月12日與Hickey喜祺其中的三隊友文哲、安崎、墨謠參加愛奇藝偶像女團競演養成類真人秀節目《青春有你 (第二季)》，並於5月30日最終取得十六名，未能成團出道。7月22日，發行首張EP專輯《A》，以個人歌手正式出道。

## 經歷

### 早年經歷
上官喜爱出生在吉林省长春市，毕业于吉林艺术学院。曾上过长春版“草根春晚”，学过播音主持。

### 演藝經歷
2016年，她报名参加芒果TV音乐选秀节目《2016超级女声》。次年，参加爱奇艺说唱选秀节目《中国有嘻哈》。
2018年，以Hickey喜祺成员身份出道。同年，随组合携歌曲《沦陷》参加《由你音乐榜》，公开首次舞台。
2020年1月，代表匠星娱乐参加爱奇艺偶像女团养成真人秀节目《青春有你2》。最终获得第十六名，未能成团出道。7月22日，發行首張個人EP專輯《A》。10月5日、6日，參與愛奇藝綜藝節目《非日常派對》第七期。

## 媒体评价
在《青春有你（第二季）》节目中，上官喜爱与Hickey喜祺成员们带来的团歌《蔷薇骑士》，展现了她们极具张力的舞蹈、稳定的唱功，而多年来养成的默契则呈现了侵略性很强的舞台，这也让人见识到了其扎实的实力。此外，与传统女团看起来毫不相关的上官喜爱，则用一首爆发力的唱跳吸引了导师的目光（网易评）。

## 音樂作品

### 迷你專輯
| #   | 專輯資料 | 曲目                         | 備註 |
| 1st | 《A》 - 發行日期：2020年7月22日 - 語言：漢語普通話 - 唱片公司：匠星娛樂 - 發行平台：網易雲音樂 - 類型：數字專輯 - 流派：中文流行音樂 | 曲目 1. 學舌 2. 無腳鳥 3. 異 |      |

### 單曲
| 發行日期      | 歌曲名稱 | 歌曲資料 | 備註             |
| 2020年6月21日 | 《淘汰》 |          | 首支個人數字單曲 |
| 2020年7月18日 | 《異》   |          | 首張個人EP收錄曲 |

### OST
| 發行日期     | 歌曲名稱           | 歌曲資料 | 備註                             |
| 2020年7月3日 | 《星河萬里皆是你》 |          | 電影《鬥戰勝佛之大聖之淚》片尾曲 |

### 合作單曲
| 發行日期     | 歌曲名稱               | 歌曲資料 | 備註          |
| 2020年7月7日 | 《復古女孩，我的愛！》 |          | 與HAO付豪合唱 |

### 青春有你2时期
| 發行時間 | 歌曲名稱（歌曲说明）                                  | 原唱者                                                             |
| 2020年   | 《薔薇騎士》 （初评级舞台）                           | Hickey喜祺                                                         |
| 2020年   | 《让世界充满爱》 （全体训练生共唱公益歌曲)            | 群星                                                               |
| 2020年   | 《親親》 （位置测评歌曲）                             | 梁静茹                                                             |
| 2020年   | 《YES! OK!》 （節目主题曲)                            | 青春有你2训练生                                                    |
| 2020年   | 《我怎麼這麼好看》 （小组竞演歌曲，為擔任C位）        | 大張偉                                                             |
| 2020年   | 《MAMA》 （小组复仇歌曲）                             | EXO-M                                                              |
| 2020年   | 《Lion》 （主題考核歌曲）                             | Lion组 (與戴萌、劉雨昕、安崎、陳珏、王承渲、喻言)                  |
| 2020年   | 《溯》 （奖励舞台歌曲）                               | CORSAK / 马吟吟                                                    |
| 2020年   | 《It's OK》 合作舞台歌曲）                            | 偶像練習生                                                         |
| 2020年   | 《A Little bit 僅此而已》 （最终舞台歌曲，為擔任C位） | 與戴萌、刘雨昕、乃万、孔雪兒、宋昕冉、王承渲、谢可寅、喻言、曾可妮 |
| 2020年   | 《Promise》 （前20名訓練生畢業曲）                    | 青春有你2前20训练生                                                |